# Silvia Fuselli
Silvia Fuselli (Cecina, 1º luglio 1981) è un'allenatrice di calcio ed ex calciatrice italiana, di ruolo centrocampista offensivo o attaccante, vice-allenatrice del Verona.
Ha fatto parte della rosa della nazionale italiana che ha partecipato ai campionati europei nel 2009, vestendo la maglia azzurra della nazionale in 50 incontri e realizzando 11 reti.

## Carriera

### Club
Dopo aver trascorso gli anni delle giovanili nell'Ulivetese 1984, nel 1996 esordisce in campionati di Serie B con la stessa squadra. La stagione seguente, passa al Lucca dove resta per 6 stagioni, sino cioè al 2003 quando si trasferisce all'Agliana dove rimane per 3 stagioni sportive. Al termine della stagione 2005-2006 con 9 reti all'attivo è la maggiore realizzatrice della squadra, raggiungendo il dodicesimo posto nella classifica marcatori del campionato a pari merito con Tatiana Zorri (Torino)
Nel 2006 si trasferisce al Torino per la stagione entrante, durante la quale si conferma essenziale pedina per il reparto offensivo. In campionato Fuselli, con 13 reti all'attivo su 16 incontri disputati, è la seconda migliore realizzatrice della squadra dietro a Maria Ilaria Pasqui (17), contribuendo sostanzialmente a far raggiungere alle granata posizioni di alta classifica mantenute per tutta la stagione, concludendo in seconda posizione pur se a 13 punti da un imprendibile Bardolino Verona. Anche in Coppa Italia la squadra si rivela superiore alle avversarie cedendo solamente nella doppia finale persa ancora con il Bardolino Verona con il medesimo risultato, 3-1 sia all'andata che al ritorno.
Durante il calciomercato estivo 2007 si accorda con la Torres. Ancora una volta alla sua prima stagione con la nuova squadra targata Europsin si rivela determinante per il percorso che la vede protagonista in campionato; con 13 reti realizzate su 21 presenze, migliore realizzatrice delle torresine, contribuisce a rimanere saldamente al secondo posto, con il solo Bardolino Verona ancora superiore e che al termine del campionato conquista il suo terzo titolo. Tuttavia in Coppa Italia Fuselli, autrice di oltre 10 marcature, riscatta la doppia finale dell'anno precedente riuscendo a prevalere sulle avversarie grazie alla regola dei gol fuori casa, togliendo il trofeo alle detentrici per aggiungerlo per la settima volta nel palmarès della squadra sassarese. Grazie a questo risultato ha l'occasione di debuttare in un incontro internazionale per club, partecipando per la prima volta alla UEFA Women's Champions League per l'edizione 2009-2010 e debuttando il 3 luglio 2009, primo impegno della stagione entranyte, nell'incontro valido per la prima fase di qualificazione e vinto per 1-0 dalla Torres sulle slovacche dello Slovan Duslo Šaľa
Rimane con la Torres per sette stagioni di seguito, durante le quali ha vinto 11 trofei a livello nazionale: 4 volte lo Scudetto, 2 la Coppa Italia e 5 volte la Supercoppa italiana. Dopo sette stagioni con la maglia della squadra sarda firma, nel settembre 2014, per l'AGSM Verona.

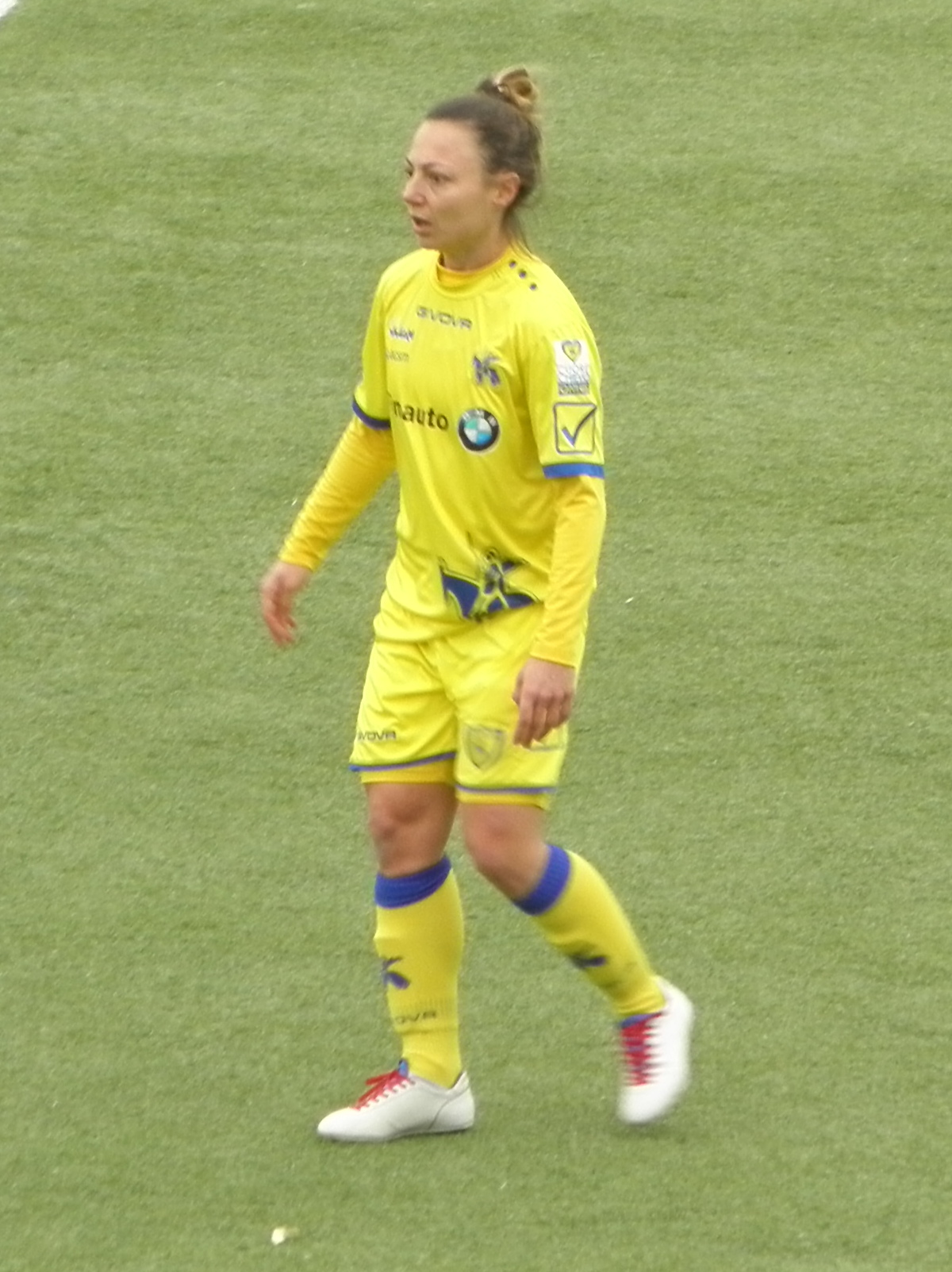
Fuselli in - del 17 febbraio 2018.

Alla sua prima stagione con la maglia gialloblu scende in campo in tutte le 26 partite di campionato e, grazie anche alle 6 reti siglate, al termine del campionato conquista il suo quinto scudetto personale e il quinto titolo di Campione d'Italia per la società.
Nel luglio 2016 ha lasciato il Verona per vestire la maglia del Brescia, società con cui gioca la sola stagione 2016-2017 prima di svincolarsi, con un tabellino di 4 reti su 22 presenze in campionato, a fine giugno 2017.
Durante il calciomercato estivo 2017 Fuselli decide di tornare a Verona, questa volta però accordandosi con il neopromosso Fimauto Valpolicella, alla sua seconda partecipazione alla Serie A, per giocare con la nuova maglia la stagione 2017-2018. Il ritorno in Serie A della squadra coincide con una maggiore sinergia con il Chievo maschile, che da anni aveva avviato una collaborazione con il Valpo, che per la stagione entrante utilizza le tenute di gioco e la grafica del Chievo unita allo storico sponsor Fimauto. Con un organico ulteriormente rinforzato Fuselli e compagne affrontano il campionato mantenendo posizioni di media classifica, raggiungendo la matematica salvezza con il pareggio per 1-1 con il San Zaccaria alla sedicesima giornata e terminando al sesto posto con 26 punti, uno in più delle rivali dell'AGSM Verona. Durante il campionato Fuselli viene impiegata in 18 incontri su 22, avendo occasione di segnare 5 reti che la rendono la maggiore realizzatrice della squadra a pari merito con Valentina Boni. A questi si aggiungono le tre presenze e la rete siglata in trasferta al Pro San Bonifacio nell'incontro di andata di Coppa Italia che porta il risultato sul parziale di 3-1, incontro poi terminato 5-2 per le gialloblu.
Fuselli conferma la sua presenza anche per la stagione successiva, dove la società si iscrive con la nuova denominazione di ChievoVerona Valpo.
Nell'estate 2019, dopo la mancata iscrizione delle clivensi alla massima serie, decide di ritirarsi dal calcio giocato. Diventa quindi allenatrice, cominciando come vice di Emiliano Bonazzoli sulla panchina del Verona.

### Nazionale
Fuselli viene convocata dall'allora commissario tecnico Pietro Ghedin nella nazionale italiana fin dal 2006, schierata il 3 agosto 2006 durante l'amichevole persa 5-0 con la Germania campione d'Europa in carica; in quella occasione entra al secondo tempo, rilevando Teresina Marsico partita titolare.
Nel marzo 2007 Ghedin la convoca per l'edizione 2007 dell'Algarve Cup dove Fuselli ha l'occasione di mettersi in luce siglando tre reti, una doppietta il 12 marzo, durante la fase a gironi, nell'incontro vinto 4-1 sull'Irlanda, e la rete della vittoria sulla Germania, sconfitta per 1-0 nella finale per il settimo posto del 14 marzo; si colloca al terzo posto nella classifica marcatrici, a pari merito con la svedese Victoria Svensson.
La prestazione le assicura la presenza in rosa con la squadra che affronta le qualificazioni al campionato europeo di Finlandia 2009, durante il quale debutta il 5 maggio 2007, nell'incontro perso 2-0 con la Svezia. Condivide con le compagne il percorso che vede l'Italia giungere seconda nel gruppo 2 e conquistare l'accesso alla fase finale dopo aver sconfitto ai play-off le avversarie della Rep. Ceca. In Finlandia Ghedin la impiega in due occasioni, durante la fase a gironi, il 28 agosto quando nell'incontro del gruppo C perso 2-0 con la Svezia al 69' rileva Melania Gabbiadini, e una settimana più tardi, ai quarti di finale, quando all'87' sostituisce Carolina Pini nell'incontro perso 2-1 con la Germania che elimina le Azzurre dal torneo.
Ghedin la convoca anche per la fase di qualificazione UEFA al Mondiale di Germania 2011 dove gioca complessivamente otto incontri, cinque del gruppo 7 nel quale l'Italia si classifica al primo posto, il ritorno della gara di play-off di perso 3-2 con la Francia e i due del 23 e 27 ottobre 2010 che danno il diritto all'Italia di giocarsi in A/R l'ultimo posto disponibile con gli Stati Uniti un mese più tardi, incontri dove Fuselli, pur convocata, non scende in campo.
Con l'arrivo di Antonio Cabrini alla guida della nazionale le convocazioni di Fuselli si riducono; l'ultimo incontro ufficiale con la maglia azzurra lo gioca l'8 maggio 2014, in occasione della partita vinta per 8-0 sulla Macedonia e valida per la fase di qualificazione UEFA, gruppo2, al Mondiale di Canada 2015.

## Statistiche

### Cronologia presenze e reti in nazionale
| Cronologia completa delle presenze e delle reti in nazionale ― Italia | Cronologia completa delle presenze e delle reti in nazionale ― Italia | Cronologia completa delle presenze e delle reti in nazionale ― Italia | Cronologia completa delle presenze e delle reti in nazionale ― Italia | Cronologia completa delle presenze e delle reti in nazionale ― Italia | Cronologia completa delle presenze e delle reti in nazionale ― Italia | Cronologia completa delle presenze e delle reti in nazionale ― Italia | Cronologia completa delle presenze e delle reti in nazionale ― Italia |
| Data                                                                  | Città                                                                 | In casa                                                               | Risultato                                                             | Ospiti                                                                | Competizione                                                          | Reti                                                                  | Note                                                                  |
| --------------------------------------------------------------------- | --------------------------------------------------------------------- | --------------------------------------------------------------------- | --------------------------------------------------------------------- | --------------------------------------------------------------------- | --------------------------------------------------------------------- | --------------------------------------------------------------------- | --------------------------------------------------------------------- |
| 29-3-2006                                                             | Aversa                                                                | Italia                                                                | 2 – 0                                                                 | Grecia                                                                | Amichevole                                                            | -                                                                     | 62’                                                                   |
| 22-4-2006                                                             | Atene                                                                 | Grecia                                                                | 0 – 5                                                                 | Italia                                                                | Qual. Mondiali 2007                                                   | -                                                                     | 46’                                                                   |
| 17-6-2006                                                             | Mariupol'                                                             | Ucraina                                                               | 2 – 1                                                                 | Italia                                                                | Qual. Mondiali 2007                                                   | -                                                                     | 65’                                                                   |
| 25-6-2006                                                             | Toronto                                                               | Canada                                                                | 2 – 1                                                                 | Italia                                                                | Amichevole                                                            | -                                                                     | 63’                                                                   |
| 3-8-2006                                                              | Krefeld                                                               | Germania                                                              | 5 – 0                                                                 | Italia                                                                | Amichevole                                                            | -                                                                     | 46’                                                                   |
| 9-9-2006                                                              | Dublino                                                               | Irlanda                                                               | 0 – 1                                                                 | Italia                                                                | Amichevole                                                            | -                                                                     | 61’                                                                   |
| 23-9-2006                                                             | Rimini                                                                | Italia                                                                | 1 – 2                                                                 | Norvegia                                                              | Qual. Mondiali 2007                                                   | -                                                                     |                                                                       |
| 1-11-2006                                                             | Changwon                                                              | Corea del Sud                                                         | 1 – 2                                                                 | Italia                                                                | Coppa della Regina della Pace 2006                                    | -                                                                     | 57’                                                                   |
| 7-3-2007                                                              | Lagos                                                                 | Islanda                                                               | 1 – 2                                                                 | Italia                                                                | Algarve Cup 2007                                                      | -                                                                     | 76’                                                                   |
| 9-3-2007                                                              | Lagos                                                                 | Portogallo                                                            | 0 – 1                                                                 | Italia                                                                | Algarve Cup 2007                                                      | -                                                                     | 72’                                                                   |
| 12-3-2007                                                             | Silves                                                                | Italia                                                                | 4 – 1                                                                 | Irlanda                                                               | Algarve Cup 2007                                                      | 2                                                                     | 46’                                                                   |
| 14-3-2007                                                             | Olhão                                                                 | Italia                                                                | 1 – 0                                                                 | Germania                                                              | Algarve Cup 2007 - Finale 7º posto                                    | 1                                                                     |                                                                       |
| 6-4-2007                                                              | Perth                                                                 | Scozia                                                                | 2 – 1                                                                 | Italia                                                                | Amichevole                                                            | 1                                                                     | 79’                                                                   |
| 5-5-2007                                                              | Trento                                                                | Italia                                                                | 0 – 2                                                                 | Svezia                                                                | Qual. Euro 2009                                                       | -                                                                     |                                                                       |
| 30-5-2007                                                             | Dublino                                                               | Irlanda                                                               | 1 – 2                                                                 | Italia                                                                | Qual. Euro 2009                                                       | -                                                                     | 86’                                                                   |
| 1-7-2007                                                              | Qinhuangdao                                                           | Messico                                                               | 2 – 2                                                                 | Italia                                                                | Amichevole                                                            | -                                                                     | 46’                                                                   |
| 4-7-2007                                                              | Shenyang                                                              | Italia                                                                | 5 – 0                                                                 | Thailandia                                                            | Amichevole                                                            | 1                                                                     | 80’                                                                   |
| 7-7-2007                                                              | Qinhuangdao                                                           | Cina                                                                  | 3 – 1                                                                 | Italia                                                                | Amichevole                                                            | -                                                                     | 65’                                                                   |
| 10-7-2007                                                             | Shenyang                                                              | Italia                                                                | 2 – 1                                                                 | Thailandia                                                            | Amichevole                                                            | -                                                                     | 45’                                                                   |
| 30-1-2008                                                             | Martigues                                                             | Francia                                                               | 1 – 0                                                                 | Italia                                                                | Amichevole                                                            | -                                                                     | 58’                                                                   |
| 16-2-2008                                                             | Villacidro                                                            | Italia                                                                | 4 – 1                                                                 | Irlanda                                                               | Qual. Euro 2009                                                       | 1                                                                     | 58’                                                                   |
| 5-3-2008                                                              | Alvor                                                                 | Norvegia                                                              | 4 – 2                                                                 | Italia                                                                | Algarve Cup 2008                                                      | -                                                                     | 74’                                                                   |
| 7-3-2008                                                              | Alvor                                                                 | Stati Uniti                                                           | 2 – 0                                                                 | Italia                                                                | Algarve Cup 2008                                                      | -                                                                     | 83’                                                                   |
| 12-3-2008                                                             | Olhão                                                                 | Svezia                                                                | 3 – 0                                                                 | Italia                                                                | Algarve Cup 2008 - Finale 5º posto                                    | -                                                                     | 52’                                                                   |
| 24-5-2008                                                             | Buftea                                                                | Romania                                                               | 1 – 6                                                                 | Italia                                                                | Qual. Euro 2009                                                       | 1                                                                     | 67’                                                                   |
| 15-6-2008                                                             | Suwon                                                                 | Brasile                                                               | 2 – 1                                                                 | Italia                                                                | Coppa della Regina della Pace 2008                                    | -                                                                     | 60’                                                                   |
| 19-6-2008                                                             | Suwon                                                                 | Stati Uniti                                                           | 2 – 0                                                                 | Italia                                                                | Coppa della Regina della Pace 2008                                    | -                                                                     | 46’                                                                   |
| 2-10-2008                                                             | Montereale Valcellina                                                 | Italia                                                                | 3 – 0                                                                 | Ungheria                                                              | Qual. Euro 2009                                                       | -                                                                     | 58’                                                                   |
| 25-10-2008                                                            | Praga                                                                 | Rep. Ceca                                                             | 0 – 1                                                                 | Italia                                                                | Qual. Euro 2009 - Play-off                                            | -                                                                     | 57’                                                                   |
| 29-10-2008                                                            | Gubbio                                                                | Italia                                                                | 2 – 1                                                                 | Rep. Ceca                                                             | Qual. Euro 2009 - Play-off                                            | -                                                                     | 83’                                                                   |
| 31-1-2009                                                             | Sydney                                                                | Australia                                                             | 2 – 2                                                                 | Italia                                                                | Amichevole                                                            | -                                                                     | 71’                                                                   |
| 7-2-2009                                                              | Canberra                                                              | Australia                                                             | 1 – 5                                                                 | Italia                                                                | Amichevole                                                            | -                                                                     | 84’                                                                   |
| 8-4-2009                                                              | Kilmarnock                                                            | Scozia                                                                | 1 – 4                                                                 | Italia                                                                | Amichevole                                                            | 1                                                                     | Ingresso                                                              |
| 28-8-2009                                                             | Turku                                                                 | Italia                                                                | 0 – 2                                                                 | Svezia                                                                | Euro 2009 - Fase a gironi                                             | -                                                                     | 69’                                                                   |
| 4-9-2009                                                              | Lahti                                                                 | Germania                                                              | 2 – 1                                                                 | Italia                                                                | Euro 2009 - Quarti di finale                                          | -                                                                     | 87’                                                                   |
| 19-9-2009                                                             | Domžale                                                               | Slovenia                                                              | 0 – 8                                                                 | Italia                                                                | Qual. Mondiali 2011                                                   | 1                                                                     | 46’                                                                   |
| 23-9-2009                                                             | Rieti                                                                 | Italia                                                                | 1 – 0                                                                 | Portogallo                                                            | Qual. Mondiali 2011                                                   | -                                                                     | 81’                                                                   |
| 24-10-2009                                                            | Erevan                                                                | Armenia                                                               | 0 – 8                                                                 | Italia                                                                | Qual. Mondiali 2011                                                   | 1                                                                     |                                                                       |
| 25-11-2009                                                            | Francavilla al Mare                                                   | Italia                                                                | 7 – 0                                                                 | Armenia                                                               | Qual. Mondiali 2011                                                   | -                                                                     | 54’                                                                   |
| 24-2-2010                                                             | Nicosia                                                               | Nuova Zelanda                                                         | 1 – 0                                                                 | Italia                                                                | Cyprus Cup 2010                                                       | -                                                                     | 46’                                                                   |
| 26-2-2010                                                             | Larnaca                                                               | Italia                                                                | 2 – 0                                                                 | Scozia                                                                | Cyprus Cup 2010                                                       | -                                                                     | 59’                                                                   |
| 1-3-2010                                                              | Nicosia                                                               | Italia                                                                | 1 – 1                                                                 | Paesi Bassi                                                           | Cyprus Cup 2010                                                       | -                                                                     | 85’                                                                   |
| 3-3-2010                                                              | Nicosia                                                               | Inghilterra                                                           | 3 – 2                                                                 | Italia                                                                | Cyprus Cup 2010 - Finale 5º posto                                     | -                                                                     | 62’                                                                   |
| 31-3-2010                                                             | Ascoli Piceno                                                         | Italia                                                                | 1 – 1                                                                 | Finlandia                                                             | Qual. Mondiali 2011                                                   | -                                                                     | 85’                                                                   |
| 19-5-2010                                                             | Stettino                                                              | Polonia                                                               | 1 – 5                                                                 | Italia                                                                | Amichevole                                                            | -                                                                     | 69’                                                                   |
| 15-9-2010                                                             | Gubbio                                                                | Italia                                                                | 2 – 3                                                                 | Francia                                                               | Qual. Mondiali 2011 - Play-off                                        | -                                                                     | 63’                                                                   |
| 23-10-2010                                                            | Treviso                                                               | Italia                                                                | 1 – 0                                                                 | Svizzera                                                              | Qual. Mondiali 2011 - Play-off                                        | -                                                                     | 73’                                                                   |
| 27-10-2010                                                            | Aarau                                                                 | Svizzera                                                              | 2 – 4                                                                 | Italia                                                                | Qual. Mondiali 2011 - Play-off                                        | -                                                                     | 90’                                                                   |
| 27-11-2010                                                            | Bridgeview                                                            | Stati Uniti                                                           | 1 – 0                                                                 | Italia                                                                | Qual. Mondiali 2011 - Play-off UEFA-CONCACAF                          | -                                                                     | 53’                                                                   |
| 8-5-2014                                                              | Skopje                                                                | Macedonia                                                             | 0 – 11                                                                | Italia                                                                | Qual. Mondiali 2015                                                   | 1                                                                     | 46’                                                                   |
| Totale                                                                |                                                                       | Presenze                                                              | 50                                                                    |                                                                       | Reti                                                                  | 11                                                                    |                                                                       |

## Palmarès
- Campionato italiano: 5

Torres: 2009-2010, 2010-2011, 2011-2012, 2012-2013
AGSM Verona: 2014-2015
- Coppa Italia: 2

Torres: 2007-2008, 2010-2011
- Supercoppa italiana: 6

Torres: 2009, 2010, 2011, 2012, 2013
Brescia: 2016